# Komet Tuttle
Komet Tuttle (uradna oznaka 8P/Tuttle) je periodični komet z obhodno dobo 13,6 let. Pripada Halleyjevi družini kometov.

## Odkritje
Odkril ga je ameriški astronom Horace Parnell Tuttle (1839–1923) 5. januarja 1858.

## Opazovanja
V prisončju je bil ob koncu januarja leta 2008, do februarja je bil viden z daljnogledom na južni polobli v ozvezdju Eridana. 30. decembra 2007 je bil v konjunkciji s spiralno garaksijo M33. 2. januarja 2008 se je gibal na razdalji 0,25 a.e. mimo Zemlje.

## Značilnosti
Radarska opazovanja na Observatoriju Arecibo so pokazala, da je komet dvojno telo z dotikom.

## Meteorski roji
Komet Tuttle povzroča meteorski roj Ursidov ob koncu decembra.
Predvidevanja, da bo meteorski roj Ursidov leta 2007 izredno močan, se niso uresničila. V tem času se je namreč komet vrnil in so pričakovali močnejši meteorski roj.